# Inspekteur des Heeres
Der Inspekteur des Heeres (InspH) ist der oberste truppendienstliche Vorgesetzte der Teilstreitkraft Heer der Bundeswehr. Er ist für die personelle und materielle Einsatzbereitschaft des Heeres verantwortlich. Unterstellt ist der Inspekteur des Heeres unmittelbar dem Generalinspekteur der Bundeswehr. Dem Inspekteur untersteht das Kommando Heer mit den unterstellten Divisionen (und Divisionsäquivalenten), das Amt für Heeresentwicklung und das Ausbildungskommando mit den unterstellten Ausbildungs- und Unterstützungseinrichtungen. Im Rahmen der bundeswehrweiten Konzeption ist er Mitglied des Militärischen Führungsrates unter dem Vorsitz des Generalinspekteurs.
Der Inspekteur und sein Stellvertreter bekleiden den Dienstgrad eines Generalleutnants.
Der bisher am längsten amtierende Inspekteur war Hans-Otto Budde, der das Amt 2211 Tage innehatte, die kürzeste Amtszeit entfiel auf Jörg Schönbohm, der nach nur 114 Tagen im Amt Anfang 1992 zum beamteten Staatssekretär im Verteidigungsministerium ernannt wurde.

## Inspekteure
Die Inspekteure des Heeres zwischen 1956 und heute waren:
| Nr. | Name                      | Beginn der Berufung | Ende der Berufung  | Bemerkungen                                                                                           |
| --- | ------------------------- | ------------------- | ------------------ | --- |
| 21  | Alfons Mais               | 13. Februar 2020    |                    | Heeresfliegertruppe                                                                                   |
| 20  | Jörg Vollmer              | 16. Juli 2015       | 13. Februar 2020   | Panzergrenadier-/Jägertruppe                                                                          |
| 19  | Bruno Kasdorf             | 11. September 2012  | 16. Juli 2015      | Panzergrenadiertruppe                                                                                 |
| 18  | Werner Freers             | 24. März 2010       | 11. September 2012 | 2012–2017 Chef des Stabes bei SHAPE Heeresfliegertruppe                                               |
| 17  | Hans-Otto Budde           | 4. März 2004        | 24. März 2010      | Fallschirmjägertruppe                                                                                 |
| 16  | Gert Gudera               | 28. März 2001       | 3. März 2004       | vorzeitig zurückgetreten Nachschubtruppe                                                              |
| 15  | Helmut Willmann           | 6. Februar 1996     | 28. März 2001      | Panzergrenadiertruppe                                                                                 |
| 14  | Hartmut Bagger            | 21. März 1994       | 6. Februar 1996    | 1996–1999 Generalinspekteur der Bundeswehr Panzergrenadiertruppe                                      |
| 13  | Helge Hansen              | 18. Februar 1992    | 21. März 1994      | 1994–1996 NATO-Befehlshaber Mitteleuropa Panzergrenadiertruppe                                        |
| 12  | Jörg Schönbohm            | 27. Oktober 1991    | 18. Februar 1992   | 1992–1996 Staatssekretär im Bundesministerium der Verteidigung, danach CDU-Politiker Artillerietruppe |
| 11  | Henning von Ondarza       | 26. Oktober 1987    | 26. September 1991 | 1991–1994 NATO-Befehlshaber Mitteleuropa Panzertruppe                                                 |
| 10  | Hans-Henning von Sandrart | 1. Oktober 1984     | 25. September 1987 | 1987–1991 NATO-Befehlshaber Mitteleuropa Artillerietruppe                                             |
| 9   | Meinhard Glanz            | 1. Oktober 1981     | 30. September 1984 | Pioniertruppe                                                                                         |
| 8   | Johannes Poeppel          | 1. April 1979       | 30. September 1981 | Artillerietruppe                                                                                      |
| 7   | Horst Hildebrandt         | 1. Oktober 1973     | 31. März 1979      | Panzertruppe                                                                                          |
| 6   | Ernst Ferber              | 1. Oktober 1971     | 30. September 1973 | 1973–1975 NATO-Befehlshaber Mitteleuropa Panzergrenadiertruppe                                        |
| 5   | Albert Schnez             | 1. Oktober 1968     | 30. September 1971 | Panzergrenadiertruppe                                                                                 |
| 4   | Josef Moll                | 25. August 1966     | 30. September 1968 | Panzergrenadiertruppe                                                                                 |
| 3   | Ulrich de Maizière        | 1. Oktober 1964     | 24. August 1966    | 1966–1972 Generalinspekteur der Bundeswehr Panzergrenadiertruppe                                      |
| 2   | Alfred Zerbel             | 16. April 1960      | 30. September 1964 | Panzergrenadiertruppe                                                                                 |
| 1   | Hans Röttiger             | 21. September 1956  | 15. April 1960     | Panzertruppe                                                                                          |